# Allodontina
Allodontina is een geslacht van vlinders van de familie tandvlinders (Notodontidae).

## Soorten
- A. apicalis Kiriakoff, 1974
- A. unicolor Kiriakoff, 1974